# Dicliptera abuensis
Espèce
Dicliptera abuensis est une espèce de plantes à fleurs de la famille des Acanthaceae.